# 吳克文
吳克文（1928年—1995年），字子章，號藻卿，台灣澎湖縣馬公市西衛里人。吳氏出身書香世家，饒有詩名，尤擅書法。在第二次世界大戰之後，吳克文更是澎湖地區鸞堂發展的重要推手。

## 生平
吳克文生逢台灣日治時期的昭和初年，自幼進入漢學私塾「瓊音書房」就讀，奠定古文、詩詞等國學基礎，之後進入馬公公學校接受新式學校教育。
吳克文就讀高雄第一中學（即高雄市立高雄高級中學前身）期間，逢第二次世界大戰日本投降，同盟國指派國民政府接管台灣；吳克文於民國35年（1946年）11月考取上海同濟大學醫學院入學資格，卻因故放棄。隨後吳克文返回故鄉，陸續在澎湖縣政府與馬公公學校服務，期間曾在自宅開辦「樂英堂」，教授《四書》、《古文觀止》等漢學課程，直到民國76年（1987年）退休。
吳克文在民國66年（1977年）接任西瀛吟社社長，爾後連任五屆，推廣詩教不遺餘力，曾於民國73年（1984年）刊行詩作《藻卿吟草》，並於民國78年（1989年）頒獲「世紀詩人」之獎章。

## 澎湖鸞堂推廣

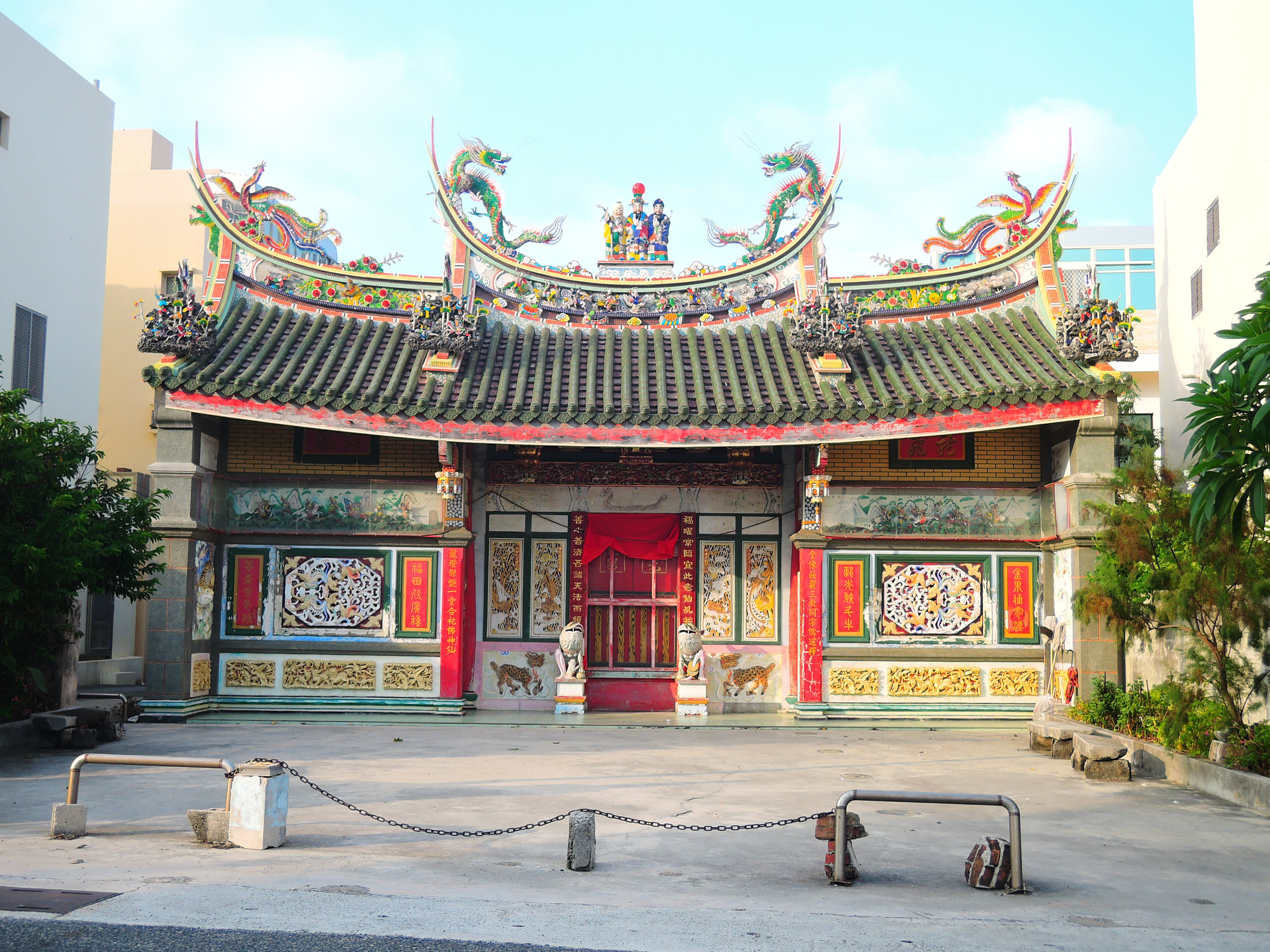
澎湖西衛金龍殿，主祀孚佑真君。（今已關閉）

吳克文除了詩文之外，對澎湖地區在戰後鸞堂的發展也有卓越深遠的貢獻。「鸞堂」又稱「善堂」，以扶鸞方式為主的宗教組織，被神靈附身的鸞手，常以桃木筆在沙盤上寫字，進行傳達神明旨意的儀式。
吳克文的祖父創建妙新社福善堂的鸞堂（西衛金龍殿），吳克文自幼耳濡目染，後因成長過程中屢經戰亂、病痛交迫，多次因祈求神祇而平安無事，成年之後便熱衷與推廣鸞堂的活動。
澎湖鸞堂的發祥所「一新社樂善堂」置於原本位於市區的「聖真寶殿」，但該廟宇在1940年代被盟軍轟炸毀壞，一新社的神像及牌位曾先後暫奉他處，又復因負責人病逝而社務暫止；民國52年（1963）原社員的後裔決議重新振興社務，並著手籌劃重建廟宇，卻遭遇土地改革所有產權爭議，幸賴吳克文多方奔波交涉，民國55年（1966年）位於光復里現址的一新社聖真寶殿才順利落成。
民國84年（1995年）過世之前，吳克文不遺餘力投入鸞手培訓與善書著述的工作，馬公地區高達18所的鸞堂善書，其中有69部善書係出於吳克文之手或經由其校訂，可謂筆耕不輟。

## 墨跡楹
澎湖縣各大廟宇的楹柱上詩詞對聯多有落款「吳藻卿」者，即出自於吳克文之筆墨，如一新社聖真寶殿、澎湖關帝廟、北甲北辰宮、林投鳳凰殿與火燒坪靈光殿等等。

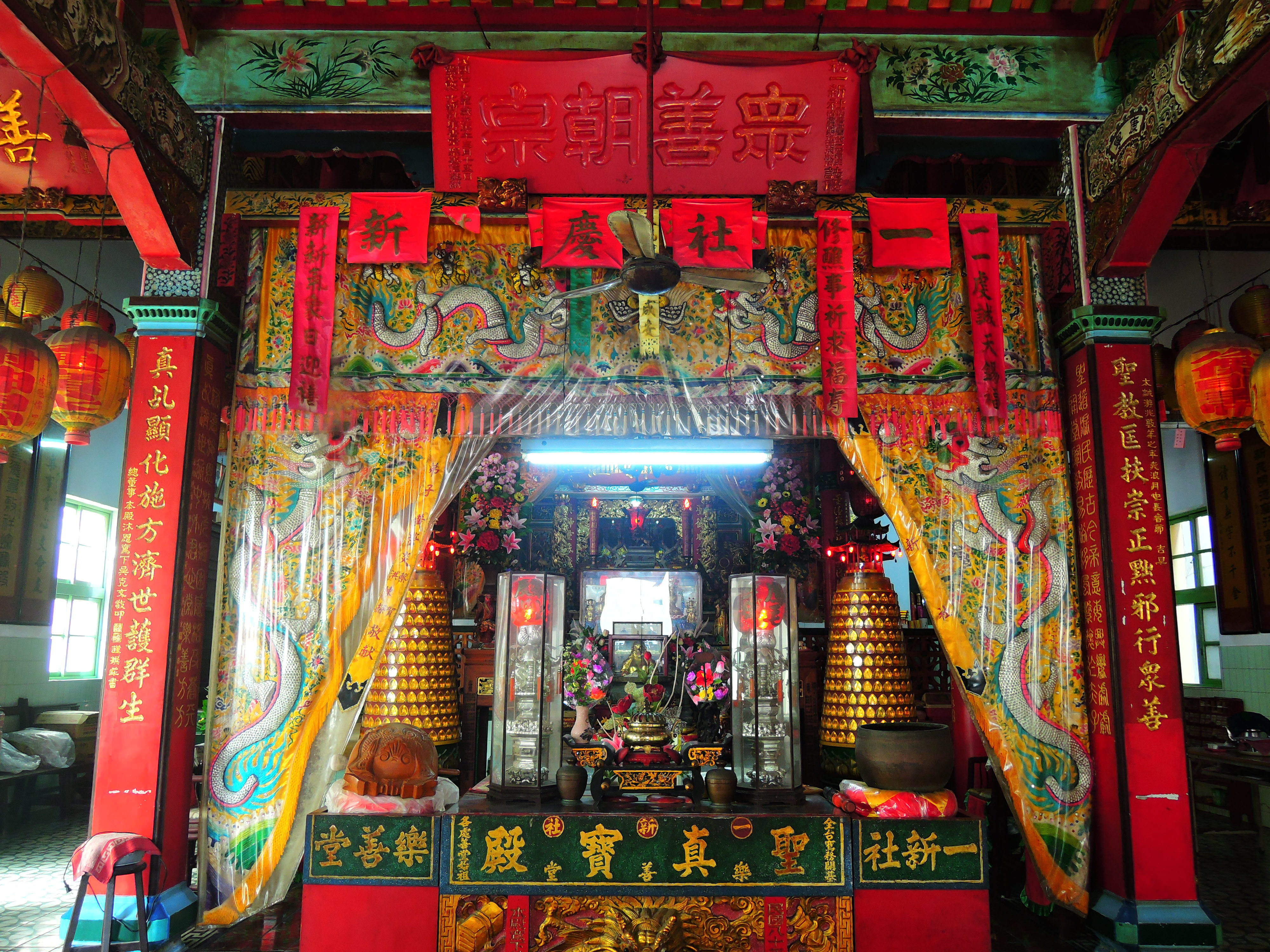
一新社楹聯
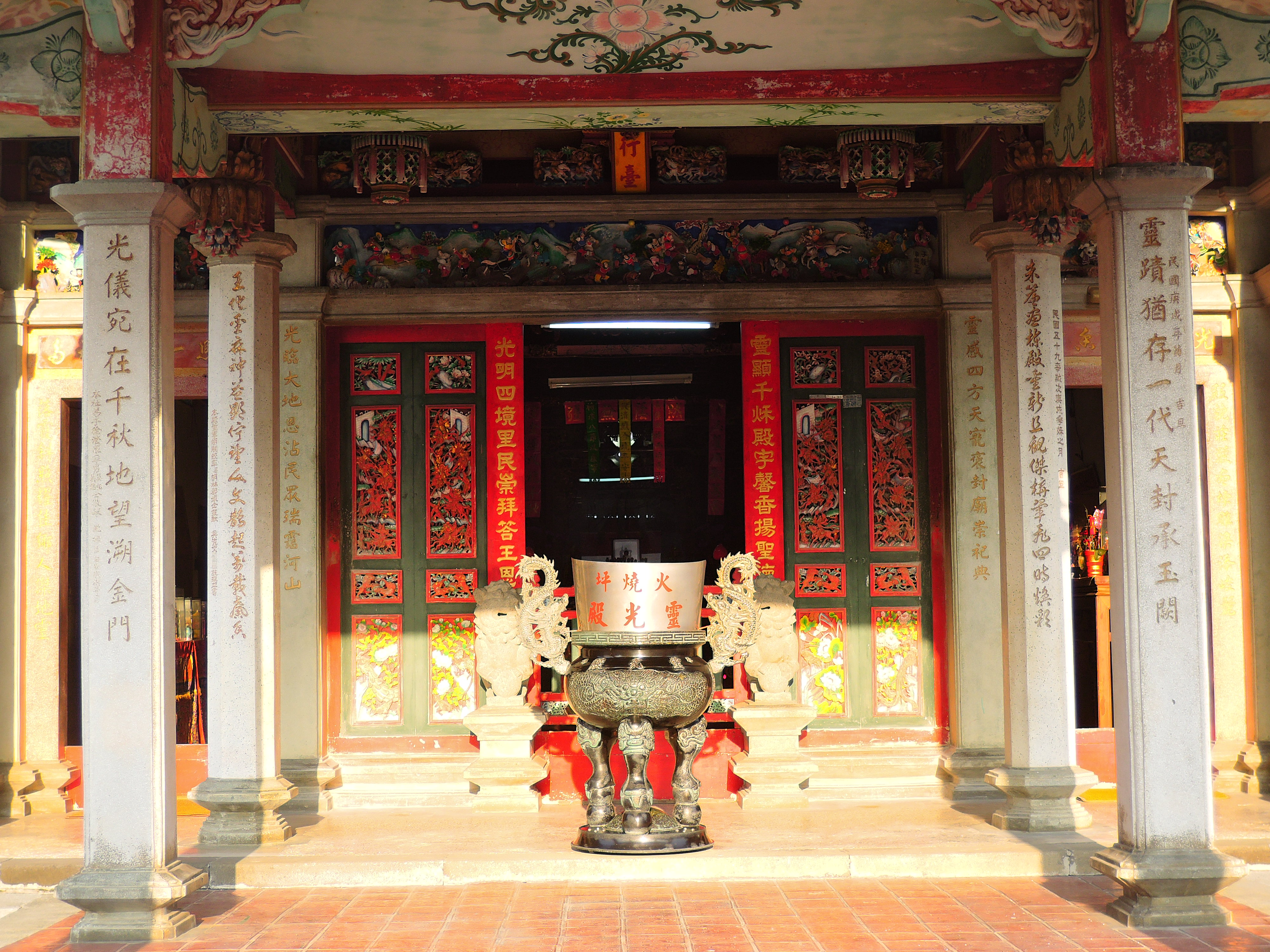
靈光殿楹聯
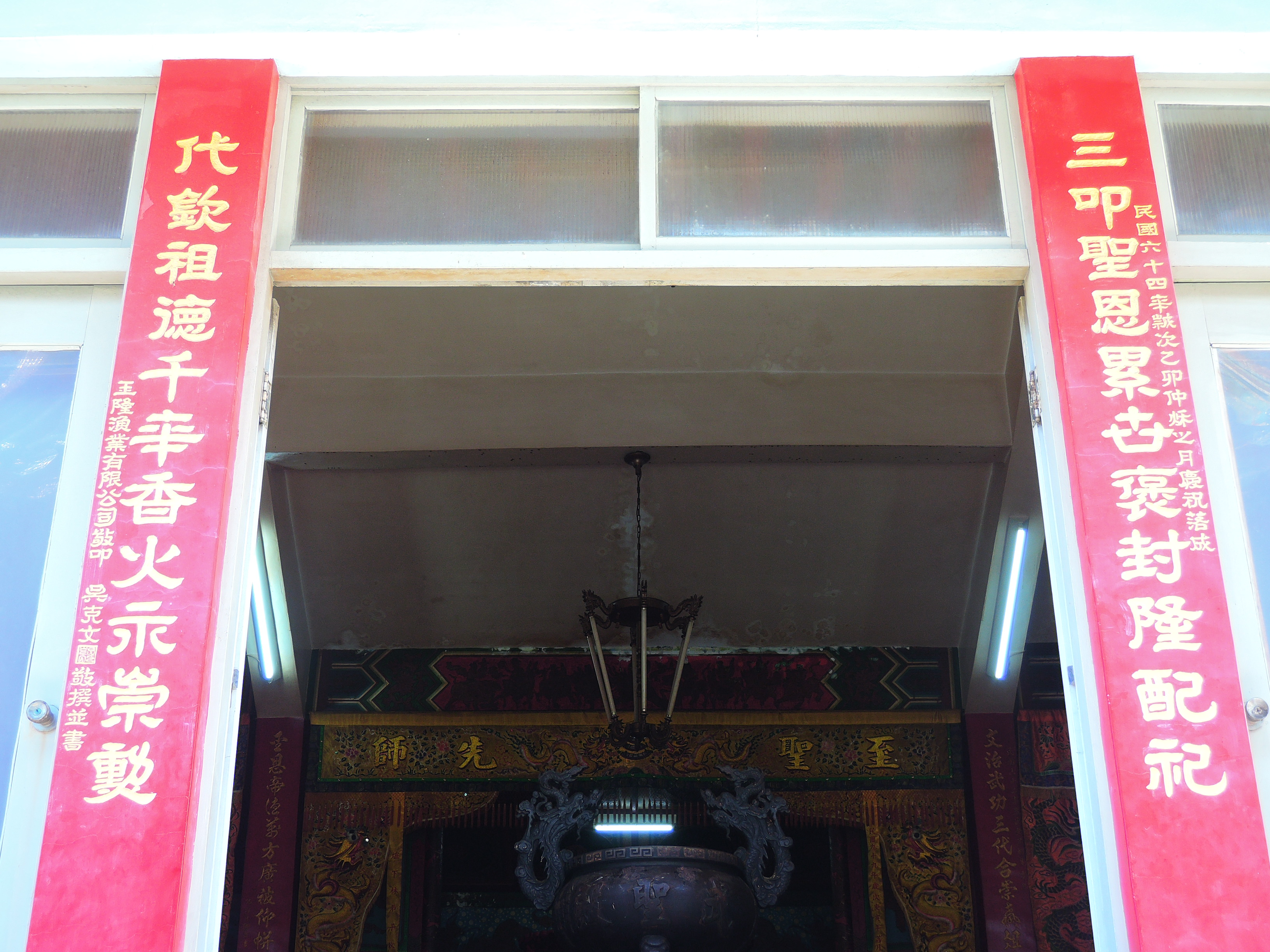
武聖廟楹聯
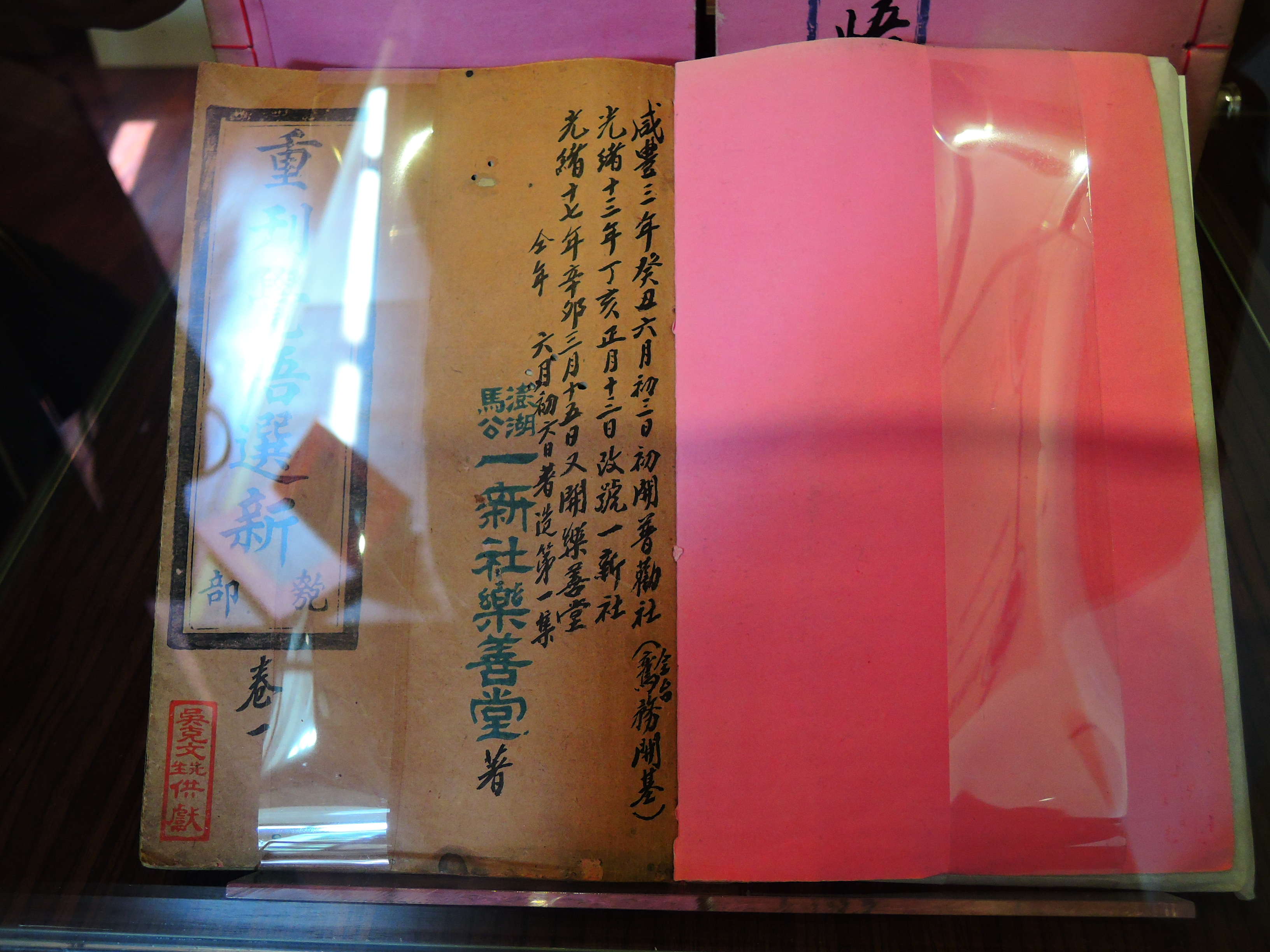
善書《重刊覺悟選新》
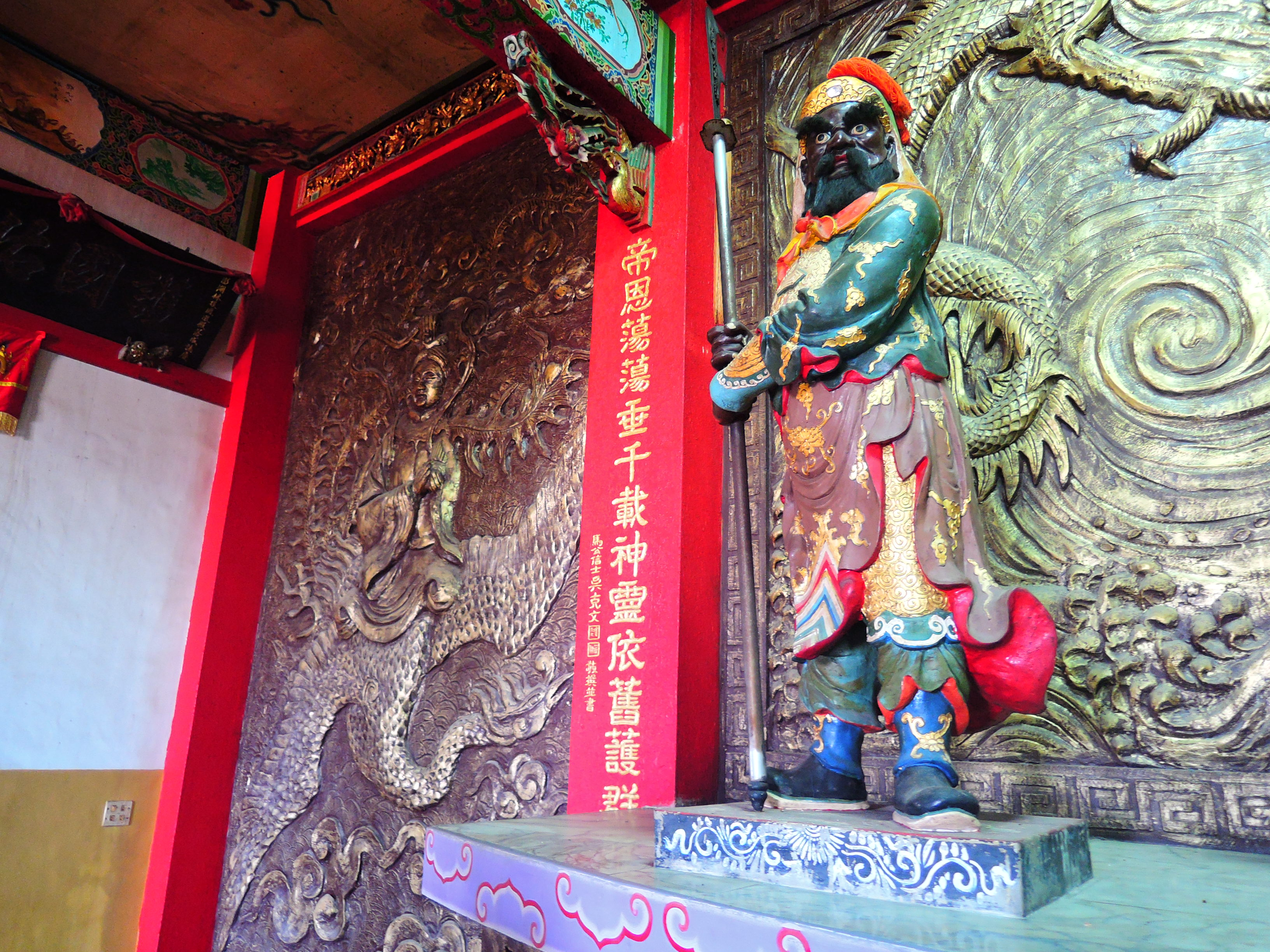
林投鳳凰殿楹聯